# Майбалыктобе
Майбалыктобе — средневековое городище в 3 км к западу от а. Икан Южно-Казахстанской области. Открыто и исследовано в 1949 Южно-Казахстанской археологической экспедицией (рук. А. Н. Бернштам). Диаметр 180 м, высота 5 м. Поднятый материал: остатки посуды, кувшин для хранения зерна и камни для измельчения зерна, осколки больших грубых чашек. Датируется 7—9 вв.